# 신태인고등학교
신태인고등학교(新泰仁高等學校)는 대한민국 전북특별자치도 정읍시 신태인읍 신태인리에 있는 사립 고등학교이다.

## 학교 연혁
- 1946년 12월 12일 : 신태인중학원 개원
- 1949년 8월 3일 : 신태인중학교 인가
- 1952년 9월 25일 : 재단법인 신태인학원 인가
- 1964년 4월 25일 : 학교법인 신태인학원으로 조직 변경 인가
- 1966년 7월 19일 : 제5대 학교법인 이사장 오운 박종훈 선생 취임
- 1972년 9월 15일 : 신태인종합고등학교로 학칙 변경 인가
- 2003년 4월 1일 : 신태인고등학교로 교명 변경
- 2008년 3월 18일 : 급식소 및 기숙사 ‘청하재’ (1018.73m2) 준공
- 2009년 2월 26일 : 인조잔디구장 준공
- 2013년 5월 13일 : 시청각실 ‘웅비당’ (568.02m2) 준공
- 2016년 3월 1일 : ‘종합고’에서 ‘일반고’로 완전 전환
- 2020년 9월 1일 : 제17대 김미양 교장 취임
- 2020년 12월 11일 : 제7대 박상선 이사장 취임
- 2024년 1월 9일 : 제69회 졸업생 22명(총 8,397명)

## 참고 자료
- 신태인고등학교 - 한국교육학술정보원 학교알리미